# Acanthochondria laemonemae
Acanthochondria laemonemae is een eenoogkreeftjessoort uit de familie van de Chondracanthidae. De wetenschappelijke naam van de soort is voor het eerst geldig gepubliceerd in 1959 door Capart.